# 查尔斯·达德利
查尔斯·杜德里（英語：Charles Dudley，1950年3月5日—），美国NBA联盟前职业篮球运动员。他在1972年的NBA选秀中第5轮第76顺位被金州勇士选中。